# Brasão de armas do Rei de Espanha

Brasão do rei Filipe VI
(2014-atualmente)

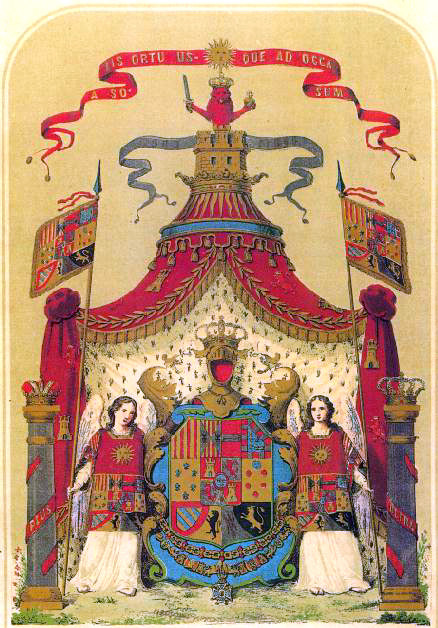
[http://www.heraldicahispanica.com/ArmasR.htm Armas Reais Grandes de Espanha de Carlos III a Afonso XIII (1761-1868 e 1875-1931)

O Brasão de armas do Rei de Espanha está descrito na Regra número 1 do Título II do Real Decreto 1511/1977, de 21 de Janeiro, que aprova o Regulamento de Bandeiras e Estandartes, Insígnias e Distintivos.
É composto por seis brasões:
- O primeiro quarto, de Castela: uma torre de três torreões a dourado, aclarado a azul, com contorno negro;
- O segundo quarto, de Leão: de fundo cor de prata, com um leão (por vezes a púrpura) de coroa dourada, linguado e unhado;
- O terceiro quarto, de Aragão: a dourado, com quatro listas vermelhas;
- O quarto quarto, de Navarra: fundo vermelho, com correntes interligadas a dourado dispostas em cruz, a partir do centro, onde consta uma esmeralda;
- Na base, de Granada: de fundo de prata, uma romã, com duas folhas a verde.
- Sobre tudo e ao centro, um escudo pequeno de azul com três flores de lis de ouro, bordadas de gules, representando os Bourbon.

É rodeado pelo Colar da Ordem do Tosão de Ouro, encimado por uma coroa a ouro e com pedras preciosas, com oito flores, sendo cinco vísiveis, e oito pérolas intercaladas, fechadas com oito diademas guarnecidos de pérolas e rematadas com uma cruz sobre uma esfera, que é a Coroa Real de Espanha.

## Galeria

Brasão dos Reis Católicos (1475-1492)
Brasão dos Reis Católicos (1492-1506)
Brasão de Joana I (1504-1506 1519)
Brasão de Felipe I (Rei de Castela com Joana I) (1504-1506)
Brasão de Carlos I (1516-1518)
Brasão de Carlos I (1518-1510)
Brasão de Carlos I (1520-1530)
Brasão de Carlos I ( Imperador do Sacro Império Romano como Carlos V) (1530-1556)
Brasão de Filipe II (Rei de Inglaterra com Maria I) (1556-1558)
Brasão de Filipe II (1558-1580)
1580-1668
Brasão de Carlos II (1668-1700)
1700-1761
1761-1868, 1875-1931
Brasão de José Bonaparte (1808-1813)
Brasão de Amadeu I (1870-1873)

Brasão de Afonso XIII (1924/1931)
Brasão de Juan Carlos I (1975-2014)